# Mastamandau
Mastamandau (nep. मष्टामाण्डौ) – gaun wikas samiti w zachodniej części Nepalu w strefie Seti w dystrykcie Achham. Według nepalskiego spisu powszechnego z 2011 roku liczył on 702 gospodarstwa domowe i 3441 mieszkańców (1826 kobiet i 1615 mężczyzn).